# Bernard Scammacca
Bernard Scammacca (ur. 1430 w Katanii na Sycylii; zm. 11 stycznia 1487) – błogosławiony Kościoła katolickiego, włoski dominikanin.

## Życiorys
Urodził się w szlacheckiej rodzinie w Katanii. W 1452 r. wstąpił do zakonu dominikanów. Został znany szczególnie z powodu troskliwej opieki nad biednymi i chorymi, dla których założył szpital.
Jego kult zatwierdził w 1825 r. Leon XII.